# Утовлє
Утовлє (словен. Utovlje) — поселення в общині Сежана, Регіон Обално-крашка, Словенія. Висота над рівнем моря: 344,2 м. Розташоване на північний схід від Криж.